# Movelier
Movelier (Duits: Moderswiler) is een gemeente en plaats in het Zwitserse kanton Jura, en maakt deel uit van het district Delémont.
Movelier telt 408 inwoners.